# Calamagrostis ajanensis
Calamagrostis ajanensis là một loài thực vật có hoa trong họ Hòa thảo. Loài này được Kharkev. & Prob. mô tả khoa học đầu tiên năm 1983.